# Басков, Дмитрий Юрьевич
Дмитрий Юрьевич Басков (бел. Дзмітрый Юр'евіч Баскаў; род. 25 августа 1978, Минск) — белорусский хоккеист и бизнесмен. Председатель Федерации хоккея Республики Беларусь в 2020—2021 годах, главный тренер хоккейной команды Александра Лукашенко. Генеральный директор хоккейного клуба «Динамо» (Минск) в 2018—2020 годах. Бывший член Совета директоров КХЛ. С сентября 2021 года — член Совета Республики Национального собрания Республики Беларусь VII и VIII созывов.
Журналистскими расследованиями подозревается в причастности к избиению минчанина Романа Бондаренко, впоследствии умершего в больнице.

## Биография
Родился 25 августа 1978 года в Минске. Со слов Александра Лукашенко «вырос без отца, а его мать работает в церкви».
Выступал на позиции вратаря. В 1998—2010 годах выступал за хоккейные клубы «Неман» (Гродно), «Брест», «Витебск», «Юность-Минск».
В 2002 году окончил Белорусский государственный университет по специальности «Правоведение», в 2009 году — Институт повышения кадров БГУФК по специальности «тренерская работа (хоккей)».
В 2010—2011 годах являлся тренером вратарей хоккейного клуба «Минские зубры» (МХЛ), в 2011—2013 годах — на тренерской работе в РЦОП по зимним видам спорта «Раубичи», в 2013—2018 годах — директор Минской СДЮШОР по хоккею БФСО «Динамо».
Неоднократно выступал за хоккейную команду Александра Лукашенко, впоследствии стал её главным тренером. Также называется тренером Николая Лукашенко, младшего сына президента. В 2017 году стал заместителем председателя ФХБ, с 2018 года — генеральный директор выступающего в КХЛ ХК «Динамо» (Минск).
В начале 2020 года Басков стал владельцем 15 % уставного фонда аккумуляторного завода в Бресте (ООО «Аккумуляторный Альянс»). В том же году стало известно, что он купил дорогую квартиру в Минске, несмотря на небольшую по хоккейным меркам зарплату гендиректора клуба: по его словам, он удачно вложился в стартап друзей. Также сообщалось, что Басков является совладельцем (10,7 %) минской строительной компании «Датч Стар». По данным Киберпартизан, Басков по состоянию на весну 2021 года владел активами на сумму не менее нескольких миллионов долларов США (акции компании, недвижимость, транспортные средства), часть которых была оформлена на его жену.
По состоянию на 2020 год Басков является членом совета директоров белорусского БСБ-банка. Сообщалось, что осенью 2020 года семья Баскова купила особняк под Минском общей площадью около 500 м², который изначально продавался за 1,25 млн долларов. По данным блогера и активиста Антона Мотолько, Басков получил кредит на покупку жилья в государственном Беларусбанке на 550 тыс. рублей (более 200 тыс. долларов) на 20 лет под 13,35 % годовых, несмотря на то что банк приостановил выдачу кредитов на приобретение недвижимости ещё 1 мая 2020 года.
22 июня 2020 года написал открытое письмо спортивной общественности в поддержку Александра Лукашенко. Во второй половине 2020 года участвовал в автопробегах в его поддержку.
В августе 2020 года Басков стал исполнять обязанности председателя ФХБ вместо подавшего в отставку Геннадия Савилова. 9 сентября 2020 года избран председателем Федерации хоккея Республики Беларусь. После избрания Басков заявил о своём уходе с поста генерального директора минского «Динамо». 24 сентября тренер юношеской национальной хоккейной сборной (U-17) Александр Руммо заявил, что Басков в телефонном разговоре говорил: «чтобы работать со сборной командой, тренер должен поддерживать действующую власть», что стало причиной ухода тренера.
В декабре 2020 года Басков покинул совет директоров белорусского БСБ-банка.
8 сентября 2021 года IIHF дисквалифицировала председателя федерации хоккея на 5 лет: по результатам десятимесячного расследования было установлено, что Басков дискриминировал атлетов и угрожал им за их политические взгляды. Федерация хоккея Беларуси заявила, что несмотря на это решение Басков продолжит занимать пост её председателя.
10 сентября 2021 года подал в отставку с поста председателя Федерации хоккея Беларуси.
14 сентября 2021 года Александр Лукашенко назначил Баскова членом Совета Республики Национального собрания Республики Беларусь. Александр Лукашенко отметил, что Дмитрий Басков в верхней палате парламента будет заниматься социальными вопросами, а также спортивной тематикой.
В декабре 2021 года BYPOL выпустил расследование о дорогих автомобилях, которые дарили Александру Лукашенко. По данным авторов расследования, Дмитрий Басков подарил ему ГАЗ 20 1949 года выпуска стоимостью не менее 52 тысяч долларов США.
Басков состоит и в Совете Республики восьмого созыва.

## Причастность к убийству Романа Бондаренко
По данным BYPOL, благодаря полученным аудиозаписям и биллингу номеров мобильных телефонов им удалось достоверно установить круг лиц, причастных к убийству минчанина Романа Бондаренко, который умер в больнице после того, как был избит, Басков входит в их число.

### Предыстория
11 ноября 2020 года примерно в 22:00 на «Площадь Перемен» в Минске приехали шесть мужчин и три женщины в штатском и в масках. Они начали срезать ленточки во дворе и вскоре после этого у них возник конфликт с местными жителями. Конфликт перерос в драку, а затем в похищение Романа Бондаренко. На следующий день юноша не приходя в сознание умер в реанимации БСМП, после того как у него поднялась температура до 40 градусов. У пострадавшего диагностировали большой отёк мозга, закрытую черепно-мозговую травму, субдуральные гематомы, ушибы, ссадины. Ему несколько часов делали операцию по трепанации черепа.

### Расследование
Важной зацепкой в деле о гибели Романда Бондаренко стал слитый в сеть Телеграм-каналом NEXTA телефонный разговор, где двое мужчин обсуждают произошедшее на «Площади Перемен» происшествие. Телеграм-канал NEXTA заявил, что на записи идёт разговор между Дмитрием Басковым и титулованным бойцом Дмитрием Шакутой. Эта версия совпала с оценкой ситуации других СМИ. После фоноскопического исследования данных специалисты пришли к выводу, что голоса действительно принадлежат Баскову и Шакуте. В речи граждан был выявлен целый ряд признаков, характерных именно для спонтанной, а не заранее подготовленной речи.
21 января 2021 года инициатива BYPOL провела собственное расследование, в котором также заявила о причастности Баскова к смерти Бондаренко. Такие выводы можно было сделать после анализа биллинга номера мобильного телефона.

### Реакция международной общественности
По заявлению главы НОК, Международная федерация хоккея начала официальную процедуру против Дмитрия Баскова.
16 ноября 2020 года ему запретили въезд в Латвию, 20 ноября — в Литву и в Эстонию.
2 декабря 2021 года Дмитрий Басков был включён в санкционный список специально обозначенных граждан и заблокированных лиц США.
Сам Басков свою вину отрицает.

## Семья
Жена — Александра Баскова (Шишко), дочь генерального директора компании «Брестэнерго» и члена Совета Республики Национального собрания Республики Беларусь Владимира Шишко.